# Pigidiu

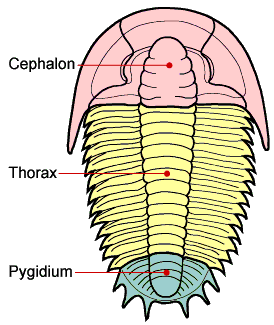
Morfologia trilobiţilor.

Pigidiul este partea terminală sau segmentul posterior al corpului la unele nevertebrate.
La anelide pigidiul este ultima porțiune a corpului, fără parapode, poartă anusul și o pereche de ciri pigidiali senzitivi, tactili. Polichetele, care sunt cele mai tipice anelide, au corpul format din 3 regiuni: prostomiul, soma și pigidiul.
La artropode pigidiul este ultimul segment dorsal a corpului. Corpul la artropode este format din acron, soma și pigidiul.